# Eupelmus fuscipectus
Eupelmus fuscipectus is een vliesvleugelig insect uit de familie Eupelmidae. De wetenschappelijke naam is voor het eerst geldig gepubliceerd in 2011 door Gibson.